# Велюнь (город)
Велю́нь (Велу́нь, пол. Wieluń) — город в Лодзинском воеводстве Польши, административный центр гмины Велюнь и Велюньского повета.
По данным на 2011 год, население составляет 24 033 жителя. Площадь города — 16,9 км².

## История
Город с почти 800-летней историей. Основан в 1217—1218 гг. Магдебургское право получил в 1283. С 1875 года по 1912 год в городе квартировал Донской 5-й казачий войскового атамана Власова полк 2-й бригады 5-й кавалерийской дивизии. Именно на Велюнь осуществилась первая атака Второй мировой войны. 1 сентября 1939 года в 4:40 утра немецкая авиация осуществила бомбардировку польского города, в результате которой погибло около 1200 человек.

## Достопримечательности
- Оборонные средневековые валы
- Старый замок
- Коллегия Божьего тела
- Костёл св. Николая и бернардинский женский монастырь
- Костёл св. Варвары
- Костёл и реформаторский монастырь
- Костёл св. Иосифа
- Костёл евангелистов
- Музей Велюньской земли
- Кладбища
- Памятник «Уничтожившим гитлеризм»
- Дом культуры в здании старой церкви

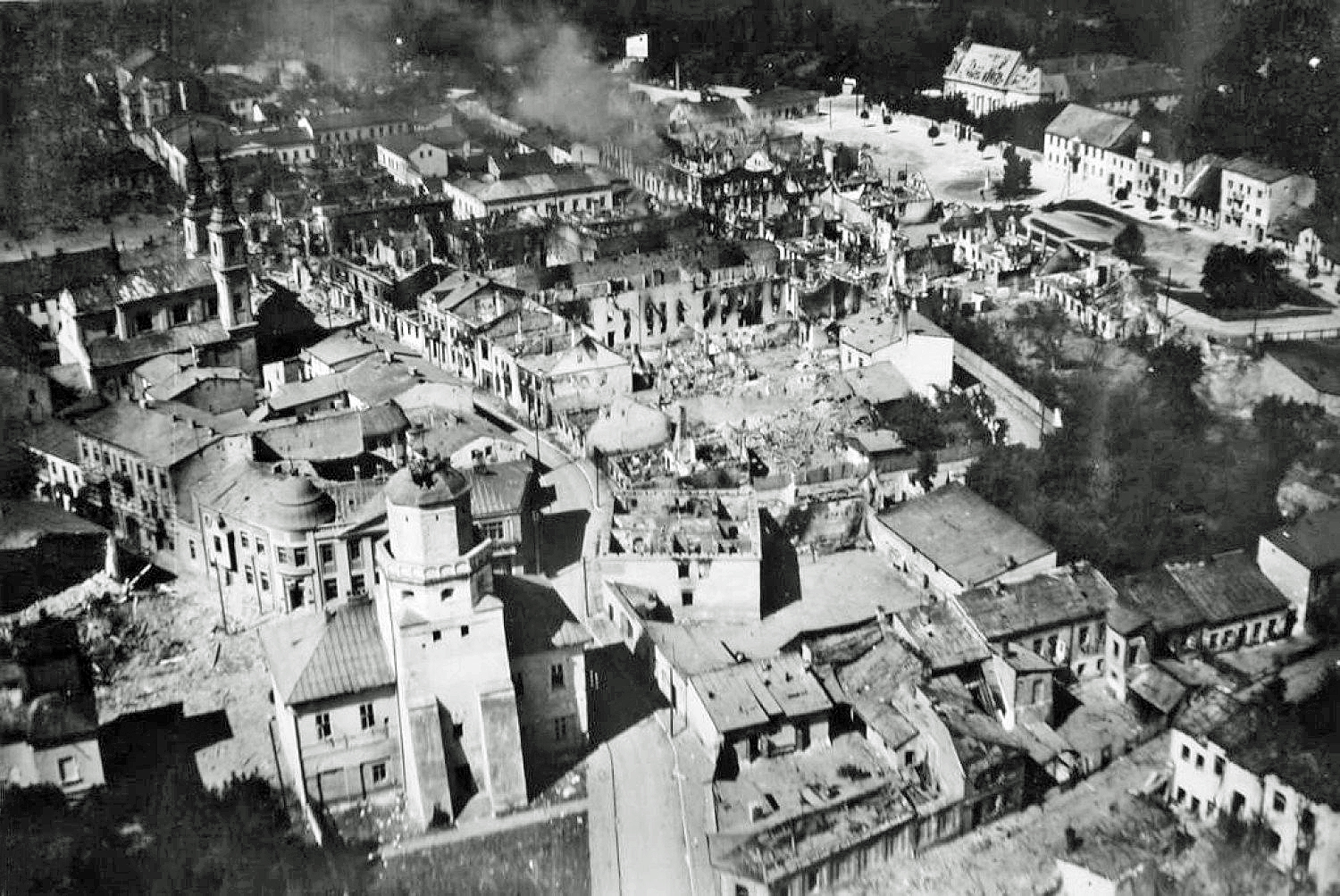
Вид с высоты птичьего полета на разбомбленный центр города (1 сентября 1939 года)

## Города-побратимы
- Аделебзен, Германия
- Остербург, Германия
- Леттеркенни, Ирландия
- Охтруп, Германия

## Персоналии
- Сюдмак, Войцех (род. 1942) — польский и французский скульптор, художник-сюрреалист и книжный иллюстратор. Почётный гражданин города Велю́нь.